# Olibrus pondoensis
Olibrus pondoensis is een keversoort uit de familie glanzende bloemkevers (Phalacridae). De wetenschappelijke naam van de soort werd in 1925 gepubliceerd door George Charles Champion.